# Шапочка і кит
«Шапочка і кит» — дитяча повість української письменниці Катерини Бабкіної, видана у 2015 році видавництвом «Видавництвом Старого Лева».
Книжка «Шапочка і кит» Катерини Бабкіної присвячена дітям, що борються з онкологічними хворобами. Вона про те, як пережити складні речі і залишитися сильною й щасливою людиною. У книзі використаний мотив уявного друга. Це добре відомий і успішно апробований прийом «співрозмовника для хворого» (подібне є у «Оскара і Рожеву Пані» Е.-Е. Шмітта або «У дзеркалі, у загадці» Ю. Ґордера).
Книгу підкреслюють і доповнюють багатозначні ілюстрації Юлії Пилипчатіної, яка вже працювала з Катериною Бабкіною над «Гарбузовим роком». Як і раніше, в її малюнках — багато символічного кольору й простору, а також міфологічної семантики: вода-кінець і вода-початок, душа-пташка, темрява черева, що є одночасно й смертю, і зародженням.
«Шапочка і кит» була створена й задля доброчинної місії (5 гривень від вартості кожного купленого примірника перераховується до міжнародного доброчинного фонду «Таблеточки» на допомогу дітям з раком крові)

## Сюжет
«Шапочка і кит» — дуже доросла книга для дітей. Одного весняного дня маленький хлопчик зустрічає кита і вони стають приятелями, переживаючи неймовірні пригоди. Хлопчикові 8, але він ще ніколи не був у школі, останній рік він прожив у лікарні, бо хворіє на лейкоз, йому не можна спілкуватися з однолітками, собаками та іншими потенційно небезпечними об'єктами, його мама і тато розлучені і мама будує взаємини із новим бойфрендом, що не сильно подобається бабусі, з якою вони живуть. Іншими словами, життя маленького хлопчика Шапочки надто звичайне і надто подібне на справжнє життя, тобто на життя, про яке не пишуть в дитячих книжках зазвичай. його житті більше немає басейну, смачної їжі, школи й решти звичних для малечі речей. Натомість є лікарня, болючі аналізи, незмінні щоденні пігулки та синці на тілі — свідчення хвороби. Але одного дня в Шапочки з'являється ще дещо, точніше, дехто. Це справжній Кит, що припливає щовечора до вікна і стає таємним другом хлопчика. Книга має відкритий фінал. Авторка Катерина Бабкіна прокоментувала це: «Коли діти і дорослі, хворі на рак, отримують після лікування фінальний результат аналізів, ‎і він їм каже: усе, раку немає — це не означає, що раку немає, це означає, що наступні ‎п'ять років їм треба через певний час обстежуватися і з трепетом чекати, чи хвороба не повернеться. І тільки через п'ять років лікар зможе їм сказати, що вони ‎здорові. Тому так, фінал відкритий.‎
Але Шапочка видужає. Я вас запевняю, я точно знаю.»

## Персонажі
- Головний герой: Шапочка (Шап)
- Уявний друг: Кит
- Мама
- Бабуся
- Тато
- Лікар

## Ідея виникнення
Письменниця Катерина Бабкіна про життєву ситуацію, що її надихнула: "Спочатку була дівчинка Таня-шапочка. Дівчинка прийшла до мене на курс Creative ‎Writing у Дніпропетровську два чи три роки тому. Оскільки це інтенсивний курс, робота ‎досить швидка, мені завжди важко запам'ятовувати, як людей звуть. Я тому собі створюю ‎зачіпки: Світлана колись написала свій перший вірш про журавликів — Світлана-журавлик. Ну і ‎ось є Таня, вона сидить в шапці. І вона, звісно ж, Таня-шапочка. І всі починають казати на неї ‎Таня-шапочка.‎
І до кінця першого дня всі розуміють, що Таня-шапочка хворіє на рак, тільки після курсу ‎‎"хімії". І вона не знає, чи є в неї майбутнє і чи вона видужає. Але вона все одно прийшла на ‎цей курс.‎
Тоді я увиразнила собі одну річ, яку я, з одного боку, знала уже, а з іншого боку — у нас взагалі ‎немає в культурі усвідомлення цього: люди, які потрапляють в скрутні обставини — ‎захворюють, отримують інвалідність, поранення, втрачають когось, виходять з ладу — в них ‎життя не стає на stand-by.‎
Я собі раніше думала: ось є якась людина, в неї життя-життя, побачення, любов, діти, ‎кар'єра, мрії, плани, а потім — рак, і все стає на паузу, і вона п'ять років тільки лікується.‎
І ось я дивлюся на цю Таню і розумію, що насправді життя в цих людей не припиняється. ‎Просто вони продовжують жити з якимось новим навантаженням — таким, наприклад, як ‎супер-важка хвороба. Але до останнього дня в них є радості, печалі, комплекси, надії, плани, ‎прив'язаності, місце для творчості, бажання самореалізації. До останньої секунди.""

## Цікаві факти
- Персонажі в книзі не мають імен, вони не персоніфіковані. За ним кожен може впізнати самого себе
- 5 грн від продажу кожного примірника книги перераховується на рахунок фонду «Таблеточки»
- «Шапочка і кит» надихнула авторку на написання наступної книги «Щасливі голі люди», в якій описаний травматичний досвід вже дорослих людей.

## Нагороди
- Найкраща дитяча книга у конкурсі «Найкраща книга Запорізької книжкової толоки — 2016»
- Номінація на найкращу дитячу книгу про дітей з інвалідністю на «Болонському ярмарку дитячої книги»
- Ввійшла до довгого списку премії Дитяча Книга року від ВВС (2016)